# يولين (جمهورية الصين الشعبية)
يولين (بالصينية: 榆林市 )‏ هي مدينة على مستوى محافظة، في جمهورية الصين الشعبية، تتبع شنشي، تبلغ مساحتها 43,578 كيلومتر مربع، رمزها البريدي هو 719000.

## المناخ
يظهر الجدول التالي التغييرات المناخية على مدار السنة ليولين:
| البيانات المناخية لـيولين                   | البيانات المناخية لـيولين | البيانات المناخية لـيولين | البيانات المناخية لـيولين | البيانات المناخية لـيولين | البيانات المناخية لـيولين | البيانات المناخية لـيولين | البيانات المناخية لـيولين | البيانات المناخية لـيولين | البيانات المناخية لـيولين | البيانات المناخية لـيولين | البيانات المناخية لـيولين | البيانات المناخية لـيولين | البيانات المناخية لـيولين |
| الشهر                                       | يناير                     | فبراير                    | مارس                      | أبريل                     | مايو                      | يونيو                     | يوليو                     | أغسطس                     | سبتمبر                    | أكتوبر                    | نوفمبر                    | ديسمبر                    | المعدل السنوي             |
| ------------------------------------------- | ------------------------- | ------------------------- | ------------------------- | ------------------------- | ------------------------- | ------------------------- | ------------------------- | ------------------------- | ------------------------- | ------------------------- | ------------------------- | ------------------------- | ------------------------- |
| متوسط درجة الحرارة الكبرى °م (°ف)           | −1.2 (29.8)               | 2.8 (37.0)                | 9.8 (49.6)                | 18.4 (65.1)               | 24.4 (75.9)               | 28.3 (82.9)               | 29.8 (85.6)               | 27.8 (82.0)               | 22.9 (73.2)               | 16.3 (61.3)               | 7.8 (46.0)                | 0.7 (33.3)                | 15.7 (60.2)               |
| متوسط درجة الحرارة الصغرى °م (°ف)           | −15.9 (3.4)               | −11.3 (11.7)              | −3.6 (25.5)               | 3.2 (37.8)                | 9.3 (48.7)                | 14.0 (57.2)               | 17.1 (62.8)               | 15.9 (60.6)               | 9.7 (49.5)                | 2.6 (36.7)                | −5.3 (22.5)               | −13 (9)                   | 1.9 (35.4)                |
| الهطول مم (إنش)                             | 2.3 (0.09)                | 3.8 (0.15)                | 11.9 (0.47)               | 18.3 (0.72)               | 29.2 (1.15)               | 42.8 (1.69)               | 87.0 (3.43)               | 91.2 (3.59)               | 47.4 (1.87)               | 22.2 (0.87)               | 7.8 (0.31)                | 1.8 (0.07)                | 365.7 (14.41)             |
| متوسط أيام هطول الأمطار (≥ 0.1 mm)          | 2.0                       | 2.6                       | 3.9                       | 4.2                       | 5.6                       | 8.1                       | 9.7                       | 10.4                      | 8.9                       | 5.3                       | 2.9                       | 1.5                       | 65.1                      |
| متوسط الرطوبة النسبية (%)                   | 55                        | 52                        | 49                        | 42                        | 43                        | 51                        | 62                        | 67                        | 67                        | 63                        | 61                        | 58                        | 56                        |
| ساعات سطوع الشمس الشهرية                    | 197.8                     | 187.7                     | 220.3                     | 245.0                     | 282.4                     | 278.8                     | 269.5                     | 252.1                     | 232.5                     | 225.7                     | 198.5                     | 186.5                     | 2٬776٫8                   |
| نسبة وصول أشعة الشمس                        | 65                        | 62                        | 60                        | 62                        | 65                        | 63                        | 60                        | 60                        | 62                        | 65                        | 65                        | 63                        | 63                        |
| المصدر: China Meteorological Administration |                           |                           |                           |                           |                           |                           |                           |                           |                           |                           |                           |                           |                           |

## التقسيمات الإدارية
- Yuyang District [الإنجليزية]‏
- Shenmu [الإنجليزية]‏
- Fugu County [الإنجليزية]‏
- Hengshan District, Yulin [الإنجليزية]‏
- Jingbian County [الإنجليزية]‏
- Dingbian County [الإنجليزية]‏
- Suide County [الإنجليزية]‏
- Mizhi County [الإنجليزية]‏
- Jia County, Shaanxi [الإنجليزية]‏
- Wubu County [الإنجليزية]‏
- Qingjian County [الإنجليزية]‏
- Zizhou County [الإنجليزية]‏.